# Constituição do Império Romano
A Constituição do Império Romano foi um conjunto das diretrizes e princípios não escritos transmitidos principalmente através precedentes. Após a queda da República Romana, o equilíbrio constitucional do poder deslocou-se do senado romano ao imperador romano. Começando com o primeiro imperador, Augusto, o imperador e o senado eram tecnicamente dois poderes co-iguais de governo. Na prática, no entanto, a autoridade efetiva do senado imperial era insignificante, pois o imperador detinha o verdadeiro poder do Estado. Durante o reinado do segundo imperador romano, Tibério, os poderes que tinham sido detidos pelas assembleias romanas foram transferidos para o senado.
Os poderes de um imperador existiam em virtude de sua situação legal. Os dois componentes mais significativos para o poder de um imperador eram os "poderes tribunícios" e os "poderes proconsulares". Os poderes tribunícios davam autoridade ao imperador sobre o governo civil de Roma, enquanto os poderes proconsulares lhe davam autoridade sobre o exército romano. Enquanto estas distinções foram cedo claramente definidas durante o império, posteriormente elas desaparecem e os poderes do imperador tornaram-se menos constitucionais e mais monárquicos.
As magistraturas tradicionais que sobreviveram à queda da república foram cônsul, pretor, tribuno da plebe, edil, questor e tribuno militar. Qualquer indivíduo da classe senatorial poderia concorrer para um desses cargos. Se um indivíduo não fosse da classe senatorial, ele poderia correr para um desses gabinetes se ele fosse autorizado a concorrer pelo imperador, ou de outra maneira, ele poderia ser nomeado para um desses gabinetes pelo imperador. Marco António aboliu os gabinetes de ditador e mestre da cavalaria durante seu consulado em 44 a.C., e logo em seguida os cargos de magistrado supremo interrex e censor também foram abolidos.

## História constitucional
No ano 88 a.C., Lúcio Cornélio Sula foi eleito cônsul da República Romana e irromperam a Primeira e a Segunda Guerra Civil de Sula. Embora esta guerra tenha terminado em dez anos, foi a primeira de uma série de guerras civis que não terminaria até o ano 30 a.C.. O general que venceu a última guerra civil da República Romana, Caio Otaviano, reteve um conjunto de poderes garantidos em vida pelo senado, incluindo o comando militar supremo, e aqueles do tribuno e censor. Júlio César, não tendo filhos legítimos vivos sob a lei romana, adotou Otaviano, seu sobrinho-neto, como seu filho e principal herdeiro. Nos anos após 30 a.C., Otaviano propôs reformar a constituição romana. A consequência final dessas reformas foi a abolição da república, e da fundação do Império Romano. Lépido foi exilado e despojado de sua posição, e Marco Antônio cometeu suicídio após sua derrota na Batalha de Áccio em 31 a.C., e quando Otaviano retornou a Roma dois anos após derrotar Marco Antônio, ninguém restava para se opor a ele. Décadas de guerra haviam tomado um efeito terrível sobre o povo de Roma. A situação política era instável, e havia uma ameaça constante de renovação da guerra. A chegada de Otaviano sozinho fez uma onda de otimismo se espalhar por toda a Itália.
Quando Otaviano depôs Marco António, em 32 a.C., ele renunciou à sua posição como triúnviro, mas provavelmente foi empossado de poderes semelhantes aos que ele tinha desistido. Otaviano queria solidificar o seu estatuto como soberano do estado, mas evitar o destino de seu pai adotivo. Em 13 de janeiro de 27 a.C., Otaviano transferiu o controle do estado de volta para o Senado e Povo Romano, mas nem o senado nem o povo romano estavam dispostos a aceitarem o que era, efetivamente, a renúncia de Otaviano. Otaviano foi autorizado a permanecer como cônsul romano (o chefe-executivo durante a República Velha), e também foi autorizado a manter seus poderes tribunícios (semelhantes aos dos tribunos do plebeus, ou chefe dos representantes do povo). Este arranjo, realmente, funcionou como uma ratificação popular de sua posição dentro do estado. O senado, em seguida, concedeu a Otaviano uma graduação única de autoridade de comando Proconsular (imperium) por um período de dez anos. Com esta classe especial de poderes, foi-lhe dado poder e autoridade sobre todos os governadores militares de Roma, e logo, sobre o todo o exército romano. Otaviano também recebeu o título de Augusto ("venerável") e de Príncipe ("primeiro cidadão"). Em 23 a.C., Augusto (como Otaviano agora chamava a si mesmo) desistiu de seu consulado, e expandiu tanto o seu poder proconsular (proconsular imperium) como seus poderes tribunícios.

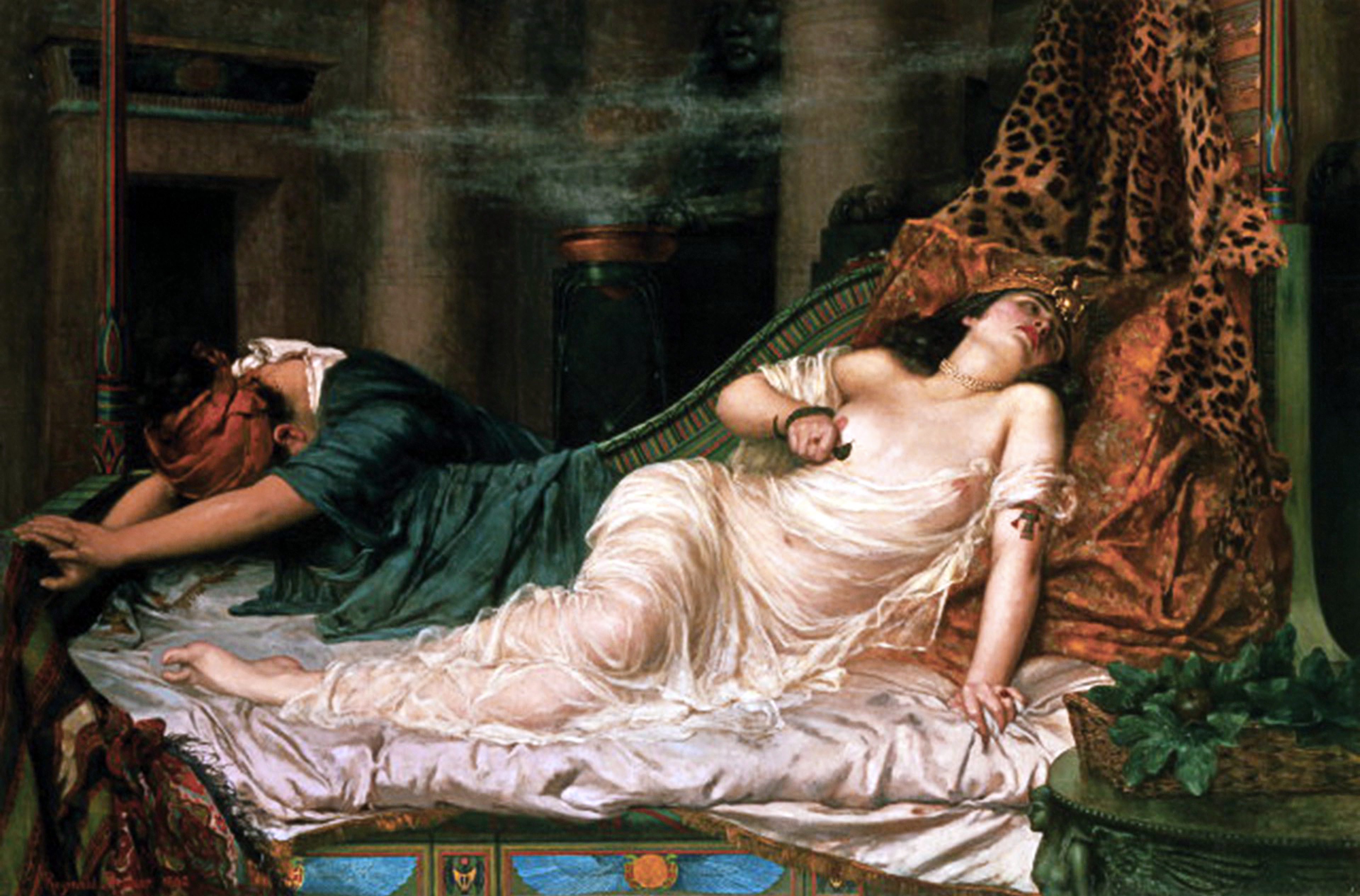
A morte de Cleópatra, por Reginald Arthur, 1892, na Galeria Roy Miles, Londres

Após estas reformas finais terem sido instituídas, Augusto nunca mais alterou sua constituição. O objetivo final de Augusto era descobrir um método para garantir uma sucessão ordenada. Augusto não poderia transferir seus poderes para um sucessor após a sua morte, e por isso, qualquer sucessor precisava ter seus próprios poderes que fossem independentes dos poderes de Augusto. Em 6 d.C., Augusto concedeu os poderes tribunícios para seu enteado, Tibério, e o reconheceu rapidamente como seu herdeiro. Em 13 d.C., foi aprovada uma lei que tornou legais poderes homólogos de Tibério, e independentes dos poderes de Augusto. Um ano depois, Augusto morreu.
Quando  Augusto morreu em 14, o Principado legalmente terminou. Tibério sabia que se conseguisse o apoio do exército, o resto do governo iria em breve acompanhá-lo. Portanto, Tibério assumiu o comando da guarda pretoriana e usou seu poder de procônsul para forçar os exércitos a jurar fidelidade a ele. Assim que isso ocorreu, o senado e os magistrados aquiesceram. Sob Tibério, o poder de eleger magistrados foi transferido das assembleias para o senado. Quando Tibério morreu, Calígula (r. 37–41) foi proclamado imperador pelo senado. Em 41, Calígula foi assassinado e, durante os dois dias seguindo ao seu assassinato, o senado discutiu os méritos de restaurar a república. Devido às exigências do exército, no entanto, Cláudio (r. 41–54) foi finalmente declarado imperador. Interesses tradicionalistas de Cláudio resultaram em tentativas de reavivar o antigo cargo de censor, mas ele acabou morto em 54.
Nas décadas seguintes, após a morte de Augusto, o Império Romano foi, em certo sentido, uma união de principados incipientes, o que poderia ter se desintegrado a qualquer momento. Em 68, o governador da Hispânia Tarraconense Sérvio Sulpício Galba (r. 68–69) foi proclamado imperador por suas tropas. Em Roma, o imperador Nero (r. 54–68) rapidamente perdeu seus apoiantes e suicidou-se, apesar de Galba não vir a ser um líder judicioso. O governador da Germânia Inferior, Aulo Vitélio Germânico (r. 69), logo foi proclamado imperador por suas tropas, e em Roma, a guarda pretoriana proclamou imperador Marco Sálvio Otão (r. 69). Em janeiro de 69, Galba foi assassinado, e o senado proclamou Otão Imperador. Otão levou um exército para a Alemanha para vencer Vitélio, mas derrotado por Vitélio, Otão cometeu suicídio. Vitélio foi proclamado imperador pelo senado, mas um outro general, Vespasiano (r. 69–79), logo o derrotou. Vitélio foi executado, e Vespasiano, enquanto estava na província do Egito em dezembro de 69, foi nomeado Augusto, eleito cônsul, e investido de poderes tribunícios. Sob o imperador Vespasiano, a constituição romana começou a se inclinar em direção à monarquia absoluta, em parte porque o senado voltou ao seu papel original como um conselho consultivo. Vespasiano morreu em 79, e foi sucedido por seu filho, Tito (r. 79–81). O reinado de Tito não durou tempo suficiente para ele para promulgar muitas mudanças constitucionais. Seu reinado, no entanto, viu um enfraquecimento adicional nos poderes do senado. Ele foi sucedido por seu irmão, Domiciano, em 81. Domiciano, em última instância, era um tirano com o caráter que sempre faz a tirania repulsiva e isso derivou em parte de sua própria paranoia, o que em si mesma foi uma consequência do fato de que ele não tinha filho. Desde que ele não tinha nenhum filho, e, portanto, nenhum óbvio herdeiro, ele estava constantemente em perigo de ser derrubado. Assim, a questão não resolvida do sucessor novamente provou ser letal, e em setembro de 96, Domiciano foi assassinado por uma série de oficiais da corte.

## Senado

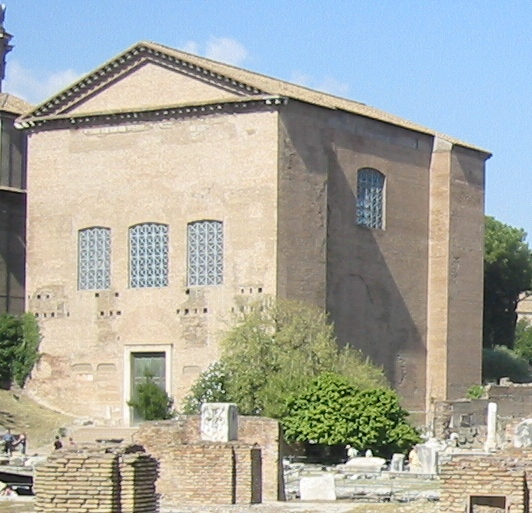
A Cúria Júlia, lugar de reunião do senado romano, mandada edificar por César durante a sua ditadura, após a destruição da Cúria Hostília pelos seguidores de Clódio.

O senado era uma instituição política no antigo Império Romano. Após a queda da República Romana, o equilíbrio constitucional do poder deslocou-se do senado ao imperador. Começando com o primeiro imperador, Augusto, o imperador e o senado eram tecnicamente dois ramos co-iguais de governo. Na prática, no entanto, a autoridade real do senado imperial era insignificante, como o imperador detinha o verdadeiro poder do Estado. Como tal, a associação ao senado tornou-se procurada por indivíduos que buscavam prestígio e posição social, em vez de autoridade real. Durante os reinados dos primeiros imperadores, os poderes legislativos, judiciais e eleitorais foram todos transferidos das assembleias romanas para o senado. No entanto, uma vez que o controle que o imperador mantinha sobre o senado era absoluto, este agiu como um veículo através do qual o imperador exercitava os seus poderes autocráticos. O primeiro imperador, Augusto, herdou um senado aumentado por seu antecessor, o ditador romano Júlio César para 900 membros. Augusto reduziu o tamanho do senado para 600 membros, e após este ponto, o tamanho do senado nunca foi novamente alterado drasticamente. Alguém poderia tornar-se um senador por questor sendo eleito (um magistrado com encargos financeiros). No entanto, só se podia candidatar-se ao cargo de questor se o candidato fosse da classe senatorial, e para ser da classe senatorial, a pessoa teria que ser filho de um senador. Se um indivíduo não fosse da classe senatorial, havia duas formas para que o indivíduo se tornar um senador.
O poder que o imperador mantinha sobre o senado era absoluto, que era devido, em parte, ao fato de que o imperador ocupava o cargo por toda a vida. Durante as sessões do senado, o imperador se sentava entre dois cônsules, e geralmente atuava como presidente. Senadores com posição mais elevada falavam antes dos senadores do baixo escalão; todavia, o imperador poderia falar a qualquer momento. A maior parte dos projetos de lei que eram lançados perante o senado eram apresentados pelo imperador, que ele, geralmente, tinha nomeado uma comissão para elaborar cada projeto de lei antes apresentá-lo. Apesar das assembleias romanas continuarem a se reunir depois da fundação do império, os seus poderes tinham sido todos transferidos para o senado, e assim decretos senatoriais (senatus consultum) adquiriam completa força de lei.
Os poderes legislativos do senado imperial eram principalmente de uma natureza financeira e administrativa, contudo o senado conservava uma variedade de poderes sobre as províncias. Durante o início do império, todos os poderes judiciais que haviam sido detidos pelas assembleias romanas também foram transferidos para o senado. Por exemplo, o senado naquele ponto detinha jurisdição sobre os julgamentos criminais. Nestes casos, um cônsul presidia, os senadores constituíam o júri e o veredito era proferido sob a forma de um decreto (senatus consultum). e, enquanto um veredito não poderia ser objeto de recurso, o imperador poderia perdoar um indivíduo condenado através de um veto. Em teoria, o senado elegia novos imperadores, enquanto que em conjunto com as assembleias populares, seria então conferido ao novo imperador seus poderes de comando (imperium). Depois que um imperador tivesse morrido ou abdicado seu cargo, o senado poderia divinizá-lo, entretanto, às vezes poderia passar um decreto (damnatio memoriae ou "maldição da memória") que iria tentar apagar todos os vestígios de aquele imperador da vida romana, como se ele nunca tivesse existido. O imperador Tibério transferiu todos os poderes eleitorais das assembleias para o senado e, embora teoricamente o senado elegesse novos magistrados, a aprovação do imperador foi sempre necessária antes que uma eleição pudesse ser finalizada.

## Assembleias legislativas
As assembleias legislativas eram instituições políticas do antigo Império Romano. Durante o reinado do segundo imperador romano, Tibério (r. 14–37), os poderes que tinham sido detidos pelas assembleias romanas (comitia) foram transferidos para o senado. A castração das assembleias havia se tornado inevitável, porque os eleitores eram, em geral, ignorantes quanto ao mérito da importância das questões que eram colocadas perante elas, e frequentemente as assembleias estavam dispostas a vender seus votos pela melhor oferta. Após a fundação do Império Romano, o povo de Roma continuou a organizar por centúrias e por tribos, mas neste ponto, estas divisões tinham perdido a maior parte de sua importância.

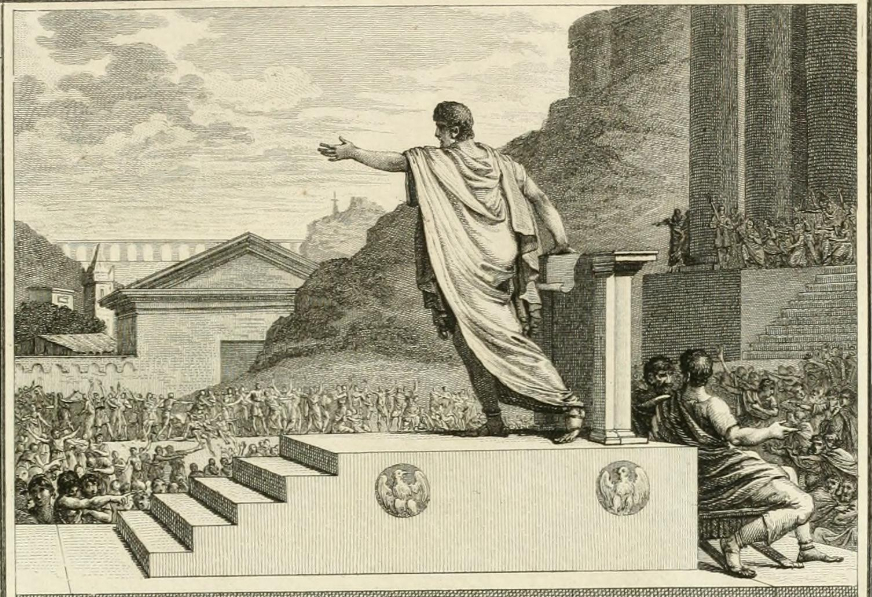
Caio Graco presidindo o Concílio Plebeu, por Silvestre David Mirys (1742-1810)

Enquanto a máquina da assembleia das centúrias continuou a existir na vida do império por muito tempo, ela perdeu todo o seu efeito prático. Sob o império, todas as reuniões da assembleia das centúrias tinham a forma de uma convenção mal organizada. Nunca legislação alguma foi submetida à assembleia das centúrias imperial, e um grande poder legislativo que esta assembleia tinha detido sob a república, o direito de declarar a guerra, foi então tornado um direito exclusivo do imperador. Todos os poderes judiciais que haviam sido detidos pela assembleia das centúrias republicana foram transferidos para tribunais de júri independentes, e sob o imperador Tibério, todos os seus antigos poderes eleitorais foram transferidas para o senado. Depois de ter perdido todos esses poderes, ela não tinha qualquer autoridade restante. Sua única função remanescente era, depois que o senado tivesse "eleito" os magistrados, ouvir o renuntiatio. O renuntiatio não tinha finalidade legal, era simplesmente uma cerimônia em que os resultados da eleição eram lidas para os eleitores. Isso permitia que o imperador afirmar que os magistrados tinham sido "eleito" pela vontade soberana do povo.
Após a fundação do império, as divisões tribais dos cidadãos e dos libertos continuou, mas o único propósito político das divisões tribais era que dessa forma elas dariam uma melhor assistência ao senado para manter uma lista de cidadãos. As divisões tribais também simplificavam o processo pelo qual os grãos eram distribuídos. Posteriormente, a maioria dos libertos passou a pertencer a uma das quatro tribos urbanas, enquanto que a maioria dos homens livres pertenceria a uma das trinta e um tribos rurais. Sob o imperador Tibério, os poderes eleitorais da assembleia tribal foram transferidos para o senado. A cada ano, depois que o senado tinha elegido os magistrados anuais, a assembleia tribal também ouviu o renuntiatio. Qualquer legislação que o imperador tivesse apresentado às assembleias para fins de ratificação eram submetidos à assembleia tribal. A assembleia ratificava decretos imperiais, começando com o imperador Augusto (r. 27 a.C.–14 d.C.), e continuando até o imperador Domiciano (r. 81–96). A ratificação da legislação pela assembleia, no entanto, não tinha importância legal, visto que o imperador poderia fazer qualquer decreto em lei mesmo sem o consentimento das assembleias. Assim, sob o império, o chefe do Executivo voltou a ser o principal legislador, que era um poder que ele não exercia desde a época do início da república. O Concílio Plebeu (Concilium Plebis) sobreviveu também à queda da república, e também perdeu seus poderes legislativos, judiciais e eleitorais para o senado. Em virtude de seus poderes tribunícios, o imperador sempre teve o controle absoluto sobre o concílio.

## Magistrados executivos
Os magistrados executivos eram pessoas eleitas durante o antigo Império Romano. Os poderes de um imperador, (seu imperium) existiu, pelo menos em teoria, em virtude da sua posição legal. Os dois componentes mais significativos para o imperium de um imperador eram os poderes tribunícios (potestas tribunicia) e os poderes proconsulares (imperium proconsulare). Em teoria, pelo menos, os poderes tribunícios (que eram semelhantes aos do tribuno da plebe no âmbito da antiga república) davam a autoridade ao imperador sobre o governo civil de Roma, enquanto os poderes proconsulares (semelhantes aos dos governadores militares, ou procônsules, sob a antiga república) davam-lhe autoridade sobre o exército romano. Embora estas distinções fossem claramente definidas durante o período inicial do império, posteriormente, elas foram desaparecendo, e os poderes do imperador se tornaram menos constitucionais e mais monárquicos.

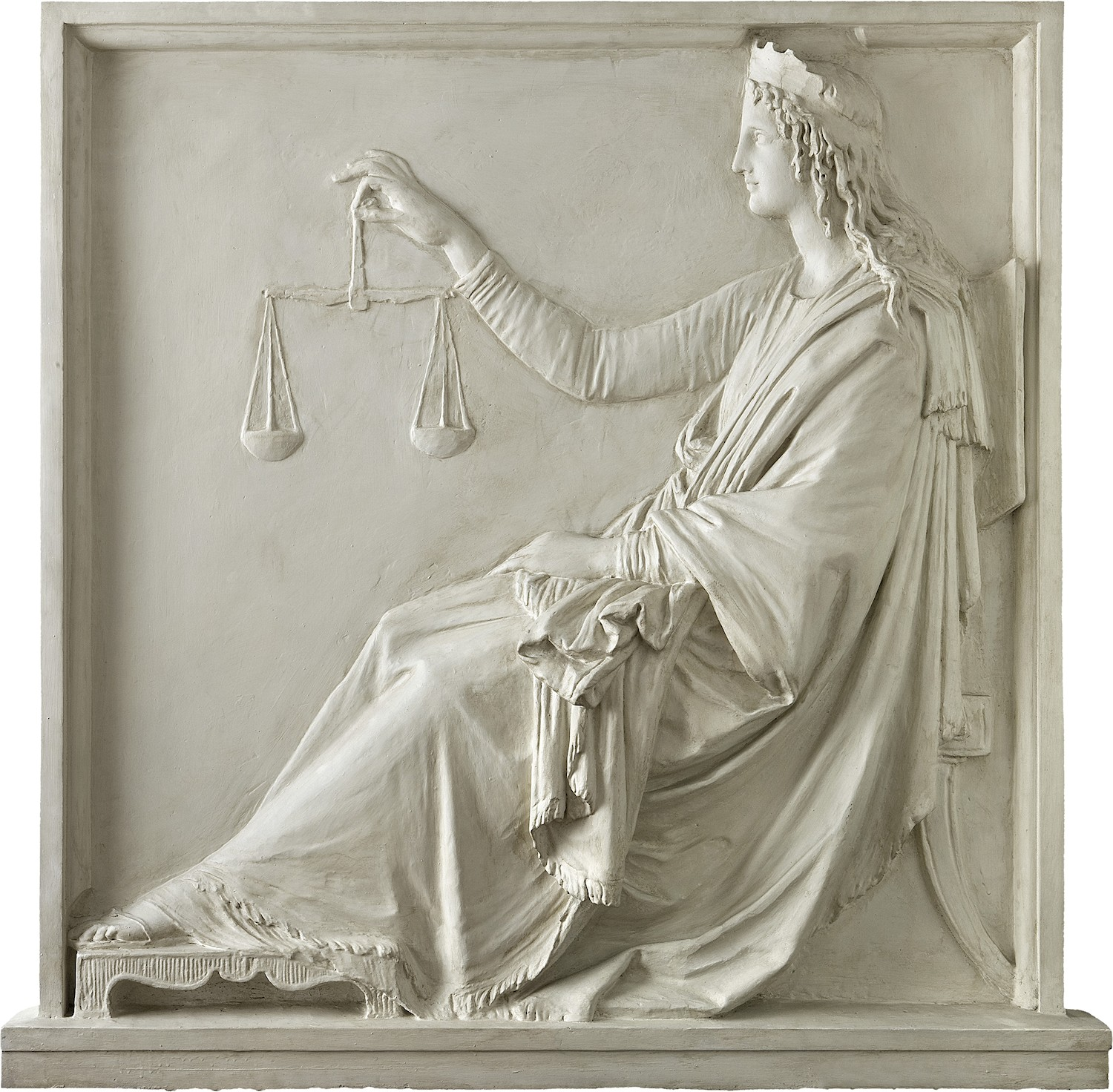
"Alegoria da esperança" - Justiça, a deusa romana que personificava a justiça e a vingança, por Antonio Canova (1757-1822)

Em virtude de seus poderes proconsulares, o imperador detinha o mesmo grau de autoridade de comando militar que os magistrados supremos (os cônsules romanos e procônsules) durante a república. No entanto, o imperador não estava sujeito às restrições constitucionais que os antigos cônsules e procônsules estavam sujeitos. Posteriormente, ele recebeu poderes que, sob a república, tinham sido reservados ao senado e às assembleias romanas, incluindo o direito de declarar a guerra, de ratificar tratados, e de negociar com líderes estrangeiros. O poder do cargo proconsular do imperador dava-lhe autoridade sobre todos os governadores militares de Roma, e, portanto, sobre a maior parte do exército romano. Os poderes tribunícios do imperador davam-lhe poder sobre o aparelho civil de Roma, bem como o poder de presidir, e, assim, a dominar, as assembleias e do senado.
Quando um imperador era dotado dos poderes tribunícios, seu cargo e sua pessoa tornaram-se sacrossantos, e, assim, tornou-se uma ofensa capital a ferir ou obstruir o imperador. O imperador também tinha a autoridade para executar obrigações que, durante a república, eram realizadas pelos censores romanos. Tais responsabilidades incluíam a autoridade para regular a moralidade pública (censura) e para fazer o censo. Como parte do censo, o imperador tinha o poder de designar indivíduos a uma nova classe social, incluindo a classe senatorial, que consequentemente, dava ao imperador controle incontestado sobre a filiação ao senado. O imperador também tinha o poder de interpretar as leis e estabelecer precedentes. Além disso, o imperador controlava as instituições religiosas, uma vez que, como imperador, ele sempre foi pontífice máximo e membro de cada um dos quatro maiores presbitérios (presbyter).
Sob o império, os cidadãos foram divididos em três classes, e para os membros de cada classe, um plano de carreira distinto era disponível (conhecido como o cursus honorum). As magistraturas tradicionais estavam disponíveis apenas para os cidadãos da classe senatorial. As magistraturas que sobreviveram à queda da república foram (por ordem de classificação pelo cursus honorum): cônsul, pretor, tribuno da plebe, edil, questor e tribuno militar. Se um indivíduo não era da classe senatorial, ele poderia concorrer para um desses cargos se ele fosse autorizado a se candidatar pelo imperador, ou de uma outra forma, ele poderia ser indicado para um desses cargos pelo imperador. Durante a transição da república ao império, nenhum cargo perdeu mais poder ou prestígio do que o consulado, devido, em parte, ao fato de que as competências substantivas dos cônsules republicanos foram todas transferidas para o imperador. Os cônsules imperiais podiam presidir o senado, podiam atuar como juízes em certos julgamentos criminais, e tinham o controle sobre jogos públicos e espetáculos. O pretores também perderam uma grande parte de seus poderes, e por fim tinham pouca autoridade fora da cidade. O pretor chefe em Roma, o pretor urbano (praetor urbanus), ultrapassou todos os outros pretores, e por um breve momento, ele adquiriu o domínio sobre a tesouraria. Sob o império, os tribunos da plebe permaneceram sacrossantos, e, pelo menos em teoria, mantiveram o poder de convocar, ou vetar, o senado e as assembleias. Augusto repartiu o colégio dos questores em duas divisões, e atribuiu a uma divisão a tarefa de servir nas províncias do senado e à outra a tarefa de gerir a administração civil em Roma. Sob Augusto, o edil perdeu o controle sobre o fornecimento de grãos para uma junta de comissários. No entanto, não foi até depois que eles perderam o poder de manter a ordem na cidade, que eles realmente tornaram-se impotentes, e durante o século III o cargo desapareceu inteiramente.

## Fim do principado

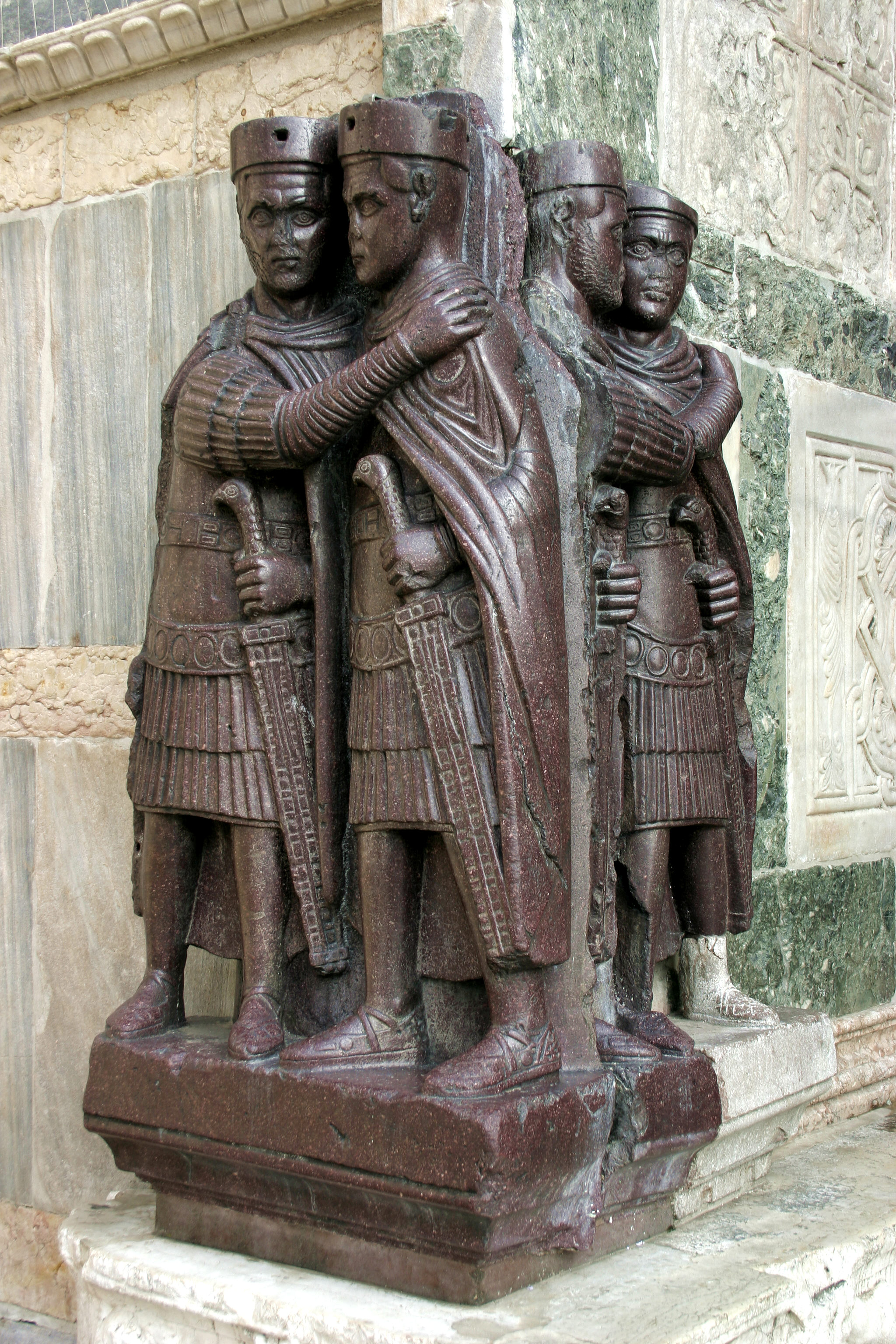
Os Tetrarcas, em Veneza, na quina da parede da basílica de São Marcos

Durante o período que começou com a ascensão do imperador Nerva (r. 96–98) e terminou com a morte do imperador Cômodo (r. 177–192), o império continuou a se enfraquecer. Tornava-se difícil recrutar soldados suficientes para o exército, a inflação se tornava um problema, e em pelo menos uma ocasião, o império quase faliu. O desenvolvimento constitucional mais significativo durante esta época foi o desvio estável na direção da monarquia. Não se sabe exatamente como Nerva se tornou imperador, embora ele provavelmente tenha sido apoiado pelos conspiradores que derrubaram Domiciano. Foi sugerido que Nerva teria participado na conspiração, ou que pelo menos tivera conhecimento dela. No mesmo dia da derrubada de Domiciano, Nerva foi proclamado imperador pelo senado. porém, a forma em que chegou ao cargo é motivo de debate. Seu reinado, embora demasiado curto (96 a 98) para quaisquer importantes reformas constitucionais, fez serem revertidos alguns dos abusos causados pelo seu antecessor.
Quando Nerva morreu em janeiro de 98, Trajano (r. 98–117) sucedeu-lhe sem oposição. Trajano foi além do que até mesmo Nerva tinha ido na restauração a imagem de uma república livre. Ele se recusou a presidir julgamentos de crimes capitais contra senadores, e estava longe de Roma por períodos prolongados que o senado até mesmo recuperou algumas independentes capacidades legislativas.
Adriano (r. 117–138) sucedeu Trajano como imperador. De longe, a sua mais importante alteração constitucional foi a sua criação de um aparelho burocrático, que incluiu uma gradação fixa de gabinetes claramente definidos, e uma ordem correspondente de promoção. Muitas das funções que haviam sido terceirizadas no passado estavam agora sendo executadas pelo Estado, e este sistema seria revivido pelo imperador Diocleciano, quando ele estabeleceu a tetrarquia. Adriano foi sucedido por Antonino Pio (r. 138–161), que não fez nenhuma verdadeira mudança na constituição. Ele foi sucedido em 161 por Marco Aurélio (r. 161–180). O mais significativo desenvolvimento constitucional que ocorreu durante o reinado de Marco Aurélio foi o renascimento do princípio republicano da colegialidade, quando ele fez seu irmão, Lúcio Vero, o seu coimperador.
Marco Aurélio governou a metade ocidental do império, enquanto seu irmão governou a metade oriental do império. Em 169, Lúcio Vero morreu, e em 176 Marco Aurélio fez o seu filho, Cômodo, seu novo coimperador. Este acordo também foi revivido quando o imperador Diocleciano estabeleceu a tetrarquia. Em 180, Marco Aurélio morreu, e Cômodo tornou-se imperador. A tirania Cômodo reviveu as piores memórias dos imperadores julianos posteriores, ao ser mais explícito do que qualquer dos seus antecessores na tomada de poderes sem base jurídica para tal, e em ignorar a constituição. Ele foi morto em 192. Nenhuma outra reforma constitucional foi promulgada durante o principado. O único desenvolvimento de significância foi o deslizar constante para a monarquia, uma vez que as distinções constitucionais que haviam sido criadas por Augusto perderam qualquer significado que elas ainda tinham. A partir de 235, com o reinado do imperador bárbaro Maximino Trácio (r. 235–238), o império foi submetido a um período de severa tensão militar, civil, e económica. A crise sem dúvida atingiu o auge durante o reinado de Galiano (r. 253–268). A crise terminou com a adesão de Diocleciano em 284, e a abolição da principado.